# Cyptocephala
Genre
Synonymes
- Crato Distant, 1893
- Parathyanta Jensen-Haarup, 1928

Cyptocephala est un genre d'insectes hémiptères du sous-ordre des hétéroptères (punaises), de la famille des Pentatomidae et de la tribu des Pentatomini.

## Liste des espèces
- Cyptocephala alvarengai Rolston, 1986
- Cyptocephala antiguensis (Westwood, 1837 )
- Cyptocephala bimini (Ruckes, 1952)
- Cyptocephala cogitabunda Berg, 1893
- Cyptocephala elegans (Malloch, 1919)
- Cyptocephala pallida Rolston, 1986